# Oroposoma fagorum
Oroposoma fagorum är en mångfotingart som beskrevs av Karl Wilhelm Verhoeff 1936. Oroposoma fagorum ingår i släktet Oroposoma och familjen knöldubbelfotingar. Inga underarter finns listade i Catalogue of Life.